# 팔련성
팔련성(八连城)은 중국 지린성에 위치한 발해의 성이다. 785년경에 축조된 것으로 추정된다.